# .as
A .as Amerikai Szamoa internetes legfelső szintű tartomány kódja, melyet 1997-ben hoztak létre.
Nincs korlátozás a regisztrálókat illetően és nagyon elterjedt domain. Egyes országokban az "AS" vagy "A/S" társasági formát jelöl, mint például Norvégiában vagy Dániában. A domain hack lehetőségeket lásd itt.